# Dentro Marilyn
Dentro Marilyn è una canzone degli Afterhours apparsa prima nell'album in inglese During Christine's Sleep con il titolo Inside Marilyn three times e poi in italiano nell'album Germi. È stata pubblicata nel 1995 dall'editore Vox Pop che chiuderà i battenti poco dopo. La versione studio dura 5 minuti e 49 secondi.
La canzone è una lunga ballata molto melodica, e pertanto spicca nell'album, composto per lo più da pezzi più ruvidi e potenti. L'incipit è probabilmente un tributo a Wish You Were Here dei Pink Floyd.
La canzone è stata poi reinterpretata da Mina con il titolo Tre volte dentro me nell'album Leggera del 1997. Ne esistono versioni live cantate dagli Afterhours assieme a Cristina Donà e ai Marlene Kuntz.

## Formazione
- Manuel Agnelli - voce, chitarra ritmica
- Xabier Iriondo - chitarra, feedback
- Alessandro Zerilli - basso
- Giorgio Prette - batteria
- Davide Rossi - violino